# امپایر (جورجیا)
امپایر (به انگلیسی: Empire) یک منطقهٔ مسکونی در ایالات متحده آمریکا است که در جورجیا واقع شده‌است. امپایر ۶٫۰۰ کیلومتر مربع مساحت و ۳۹۳ نفر جمعیت دارد و ۱۱۷٫۶۵ متر بالاتر از سطح دریا واقع شده‌است.